# Маяки (наблюдательная станция)
Наблюдательная станция Мая́ки НИИ «Астрономическая обсерватория» ОНУ им. И. И. Мечникова или Наблюдательная станция Маяки — астрономическая обсерватория, основанная в 1957 году в составе обсерватории Одесского Государственного Университета в селе Маяки, Беляевского района Одесской области, в 40 км западнее Одессы. Создание обсерватории было инициировано в преддверии Международного Геофизического Года. Основатель обсерватории — Владимир Платонович Цесевич. Основная тематика работы обсерватории с 1957 по 1998 года — патрульная съемка 2/3 северного полушария звездного неба с целью поиска и исследования переменных звёзд. Также проводились базисные патрульные съёмки метеоров в паре с наблюдательной станцией Крыжановка.

## Инструменты обсерватории

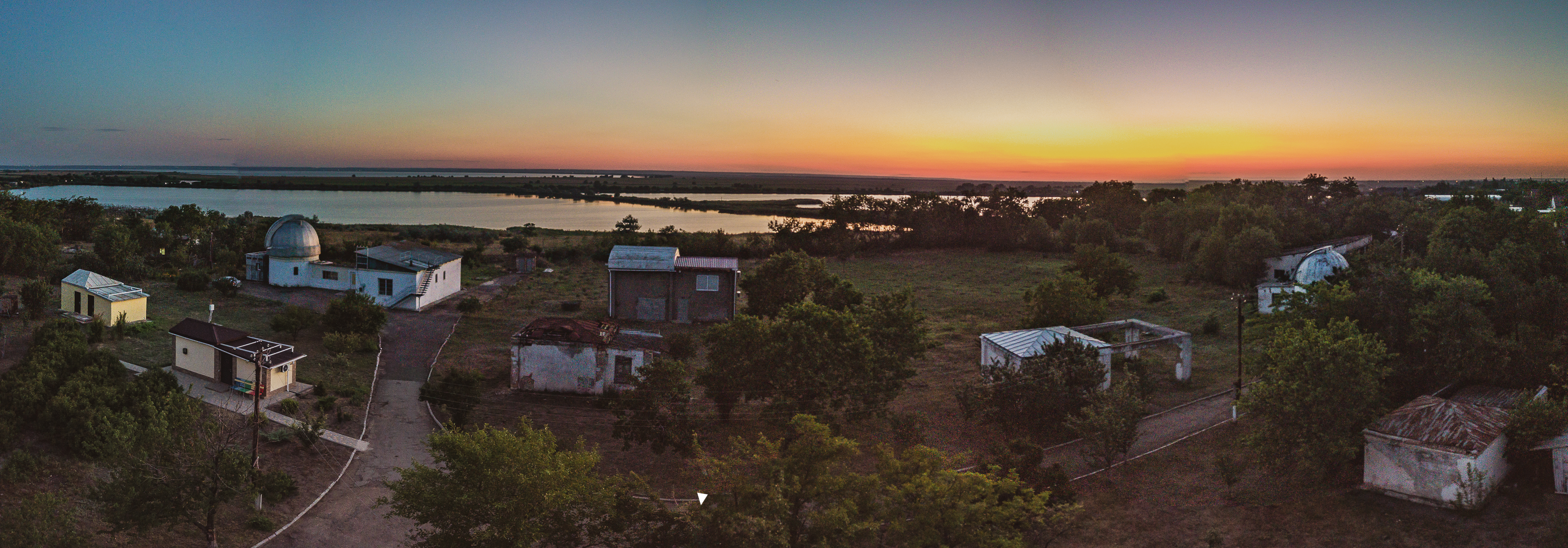
Наблюдательная станция Маяки

- семикамерный астрограф для обзорной съемки переменных звезд (демонтирован)
- рефлектор РК-400 (D=400 мм, F=2м)
- рефлектор с электрофотометром (D=500 мм, F=12м)
- двухзеркальный телескоп РК-600, оптическая система Ричи-Кретьен (D=600 мм, F=4.8м) (временно демонтирован, автоматизируется)
- рефлектор-астрограф ОМТ-800 (Одесский Мультифункциональный Телескоп), оптическая система Фащевского (D=800 мм, F=2.138м)
- кинотеодолитная станция (КТС)
- ТАЛ-250К
- Широкоугольный объектив «Таир-19» (D=17 см, F=51 см, с мая 2007 года)
- Широкоугольный объектив «Уран-12» (D=22 см, F=50 см, с 2008 года)
- АЗТ-3 (АСТ-453), 4 оптические системы: прямого фокуса, Ньютона, Кассегрена, «кудэ» (D=470 мм, F=2м)
- Радиотелескоп «Уран-4» (РАТАН-4)
- Старый метеорный патруль на базе аэрофотокамер НАФА-3С/25 из 4 камер (демонтирован)
- Различные любительские инструменты(275 мм рефлектор, 150мм АПО и пр. Одесского общества «АСТРОДЕС» и NORAD)

## Основные направления исследований
- Позиционные и фотометрические наблюдения Геостационарных спутников
- Фотометрия переменных звезд
- Патрульные базисные наблюдения метеоров (в 90-х годах XX века был перерыв в наблюдениях)
- Позиционные наблюдения комет и околоземных астероидов

## Основные достижения
- Более 100 тысяч снимков звёздных полей, что составляет порядка 2 % от всех отснятых фотоматериалов в мире. По количеству фотоматериала Одесский архив занимает третье место в мире после Гарварда (более 500 тыс.) и Зоннеберга (ок. 250 тыс.).